# Chameleon Twist
Chameleon Twist és un videojoc de plataformes d'aspecte infantil llançat per a Nintendo 64 al 1997. El protagonista del joc és un camaleó anomenat Davy que segueix a un conill dintre d'un màgic forat trobant en què hi ha una estranya nova terra adoptant sobtadament una forma humana en entrar en el món. Va ser un dels primers videojocs a sortir després del llançament de la consola. Respecte a la qualitat gràfica i sonora no va aconseguir esprémer el potencial de la consola. El joc té una continuació, Chameleon Twist 2, que va sortir el 1999.

## Jugabilitat
Com que és de plataformes tracta de seguir la pauta de molts jocs 3d de l'època. És una exploració lineal en el qual s'hauria de seguir el camí prefixat esquivant els obstacles mitjançant salts entre plataformes o amb l'ajuda de la llengua evitant o vencent als enemics que surtin al pas.
La major característica innovadora de Chamaleon Twist és la física de la llengua.
La llengua podrà ser utilitzada com :
- Atac, ja que podrem atacar als enemics els quals utilitzarem de bala contra els enemics o els objectes de l'escenari.
- Ajuda de salt, ja que podrem utilitzar-lo de perxa per a arribar a escenaris més alt fins i tot podrem realitzar un breu balanceig, com perxa, per a arribar més lluny.
- Ganxo o corriola, podrem arribar a llocs llunyans tocant certes superfícies, convenientment posades en cada nivell. En tocar un pal de fusta serem desplaçats cap a la nova plataforma. A més, quan estiguem enganxats a un pal podrem girar respecte a ell per a arribar a llocs encara més llunyans.

Respecte a l'ús dels accessoris de la consola, es pot utilitzar el Rumble Pak però no es pot utilitzar la Controller Pak, ja que inclou una bateria pròpia per a guardar els avanços.

## Els personatges
A més del conill que ens ajudarà en el joc, hi ha quatre camaleons a la nostra disposició:
- Davy: és el camaleó protagonista de l'aventura i és de color blau.
- Jack: és el camaleó de color verd.
- Fred: és el camaleó de color taronja.
- Linda: és l'única camaleó femella del joc i és de color rosa.

## Modes de joc
A més de l'opció de configuració, hi ha quatre modes de joc principals.

### Mode història
En aquesta manera, triant a un dels quatre camaleons, ens desplaçarem a través dels mons. Durant l'aventura podrem recollir objectes com corones o cors. Els cors ens augmenten la vida en un cor excepte els de cor taronja que ens pugen tota la vida.
Els mons es divideixen en:
- Jungle Land. És el primer món on aprendrem a utilitzar els moviments del nostre camaleó. Podrem recollir 25 corones en aquest món. Els enemics en aquest món són els porcs espins i les aranyes. Aquest món es divideix en una zona de jungla i altra d'una mina, on ens desplaçarem seguint les vies d'un rail. L'enemic al final de la fase és un goril·la gegant, que ens llançarà grans roques, al com hauríem de vèncer llançant-li els enemics que surten al voltant. Quan acabem aquest món podrem anar a l'Ant Land i a Bomb Land.

- Ant Land. Podrem recollir fins a un màxim de 25 corones. Els enemics en aquest món són diferents classes de formigas sent el cap final la formiga regna la qual utilitza la seva cua com atac rotant sobre si mateixa. Per a vèncer-la, hauríem d'aprofitar el pal i mitjançant la nostra rotació li farem una traveta per a tombar-la de cap per avall i, a continuació, rematar-la llançant-li a les formigues d'al voltant.

- Bomb Land. En aquest món es troben un total de 25 corones. Aquest món està format per dues classes d'enemics. Un són uns coets que ens perseguiran atacant-nos des de l'aire mentre que els altres són unes bombes que només podrem eliminar llançant-li enemics. En aquest món, la mecànica es basa a destruir roques de l'escenari, utilitzant els enemics, per a arribar a altres zones. L'enemic final és un centpeus que ens va col·locant bombes les quals utilitzarem per a danyar-la i fer-la cada vegada més petita encara que es farà més ràpida.

Després de passar-te Bomb Land o And Land, es pot accedir als mons Desert Castle i Kids Land.
- Desert Castle. En aquest món que es desenvolupa en un desert, podrem recol·lectar 24 corones. A més de l'atac dels voltors, espines i de sorres movedisses. AL final del món, hauríem d'enfrontar-nos a un armadillo el qual ens atacarà rodant i caient damunt nostre.

- Kids Land. Es troben 23 corones repartides en aquest món. Ens mourem a través de plataformes de galeta i xocolata enfrontant-nos contra caramels i galetes. En aquest món premia abans de res el desplaçament com el ganxo i la rotació. Com enemic final de món ens trobarem amb un pastís gegant controlat per quatre enemics que ens atacarà llançant-nos maduixes explosives. Per a vèncer a aquest enemic hauríem d'empassar-nos cadascun dels quatre enemics que controla el pastís.

Després de passar-te Desert Castle o Kids *Land, es pot accedir a l'últim món, Ghost Castle.
- Ghost Castle. L'últim de tots els mons. Gens més començar aquest món, si tenim més de 50 corones, podrem obrir una porta que es troba a la dreta d'aquesta sala podrem jugar a un minijoc que consisteix en un billar utilitzant la nostra llengua com si anés el pal de billar.

La grandària i longitud dels mons no és molt llarg pel que aquesta manera és una mica curt.
El joc no utilitza el memory pack per a guardar les dades, ja que es guarden les dades en la mateixa memòria que duu. En qualsevol moment podrem carregar la partida entrant en l'opció Load Game.

### Mode batalla
És una manera el qual poden participar 2, 3 o fins a 4 jugadors.
Hi ha dues modalitats, cadascun amb quatre sorres, dintre d'aquesta manera que són :
- Supervivència. Consisteix a llançar fora al teu rival de l'escenari utilitzant bé el teu cos, la llengua o bé els objectes i enemics que hi ha en l'escenari. També existeixen objectes fora de l'escenari que pots capturar amb la teva llengua que, entre altres efectes, augmenten o disminuïxen la grandària del personatge.

- Contra-rellotge. Consisteix a obligar el contrari a romandre més temps fora de l'escenari utilitzant els objectes de l'escenari. Al final del temps, aproximadament un minut, qui hagi estat menys temps anés gana.

La classificació es realitza segons el nombre de victòries i derrotes obtingudes.

### Tutorial
És una manera en què, gràcies a l'ajuda del conill, practicarem les accions possibles de la llengua a través de 5 habitacions.
- La primera habitació, practicarem l'atac amb la llengua vencent a tots els enemics immòbils de l'escenari.

- La segona habitació hem de derrotar a tots els enemics bomba que hi ha. Per a atacar a les bombes, que no es troben a l'abast de la nostra llengua, utilitzarem d'arma *arrojadiza als enemics que ens empassem.

- La tercera habitació, s'aprèn a utilitzar la seva llengua de perxa per als salts fins a pujar on està la meta.

- La quarta habitació, utilitzarem la llengua com ganxo per a arribar a la superfície on estan els pals de fusta, sense tocar el sòl.

- En l'última habitació, aprendrem a usar els pals rotant sobre ells per a arribar a llocs encara més llunyans.

Totes les habitacions permeten guardar el teu millor temps. En aquest món ens enfrontarem a espectres i a boles de foc. AL final de la fase, l'esperit de la casa ens atacarà transformat en una espècie de robot. Primer ens atacarà amb dues mans utilitzant les boles com braços. Per a derrotar-lo, caldrà danyar a les boles utilitzant la llengua seguint cert ordre. Quan acabem amb els seus braços, es transformarà en un canó que llançarà boles. Per a derrotar-li, hauríem d'aconseguir absorbir la major quantitat de boles que va llançar i després retornar-se-les impactant-li la major quantitat possible sense haver de recarregar.

### Rànquing
En aquest mode podrem veure el nostre millor temps a recórrer tots els mons del mode història.

## Crèdits
L'equip encarregat del treball va ser Japan Supply System (Sunsoft) i els llocs de desenvolupament van ser els següents: 
- Productor Executiu (Executive Producer) : Katsumi Kawamura
- Productor (Producer): Taeko Nagata
- Dissenyador del joc (Original Game Design) : Hideyuki Nakashiki
- Director : Masaki Kumira
- Computer Arts : Takashi Makino, Yuki Tamura e Hiroyuki Morioka.
- Programadors (Program) : Hideyuki Nakanishi, Masataka Imura, Takashi Sugioka, Masaki Kimura y Nasaomi Ishimoto.
- Dissenyadors (Graphic Arts) : Mitsugasu Nomoto y Hideki Shibagahi.
- So i Música (Sound and Music): Takashi Sugioka, Takashi Makino, Yuuji Nakao, Nobuthosi Ichimiya, Koki Tochio, Tsutomu Washijima, Hiroshi Takami y Fumihiko Yamada.
- Provadors (Debugging Team) : Yuusuke Tabata, Shingo Matsumura y Makoto Maehira.
- Dissenyador original del camaleó (Original Chameleon Desing) : Tadashi Ohya.
- Dissenyadors encarregats de la jugabilitat (Game Design) : Hideyuki Nakanishi, Takashi Makino, Yuki Tamura, Hiroyuki Morioka, Makoto Tanaka, Ai Nadatani y Akirot.
- Ajudant del productor (Assistant Producer) : Syoji Ogama.
- Informació Pública (Public Information) : Yukako Okada y Sachiyo Nagomi.
- Agraïments especials a (Special Thanks to) : Super Mario Club i Famimaga64.